# Juanito Montalvo
Juan Montalvo, más conocido como Juanito Montalvo (Buenos Aires, Argentina; 1945-Ibídem, 30 de diciembre de 2015), fue un cantante de tangos argentino.

## Carrera
Juanito Montalvo fue un cantante de tango argentino que incursionó con éxito en el género mariachi y ranchero de México, logrando una nominación a los Grammy latinos en septiembre de 2014 por su álbum "Mujeres Divinas", en la categoría de canción regional mexicana. Tuvo su momento de popularidad en los años 2014-2015 tras participar en varios programas de TV por cable de Argentina, principalmente el canal Magazine como Bdv (Bien de Verano) conducido por Ángel de Brito, e Informadisimos con Carlos Monti y Verónica Varano. También trabajó en el canal C5N.
En teatro trabajó en la obra Copetin de tango ¡La revista!, junto a la actriz y vedette Beatriz Salomón y al cómico Jorge Troiani, estrenado en La Casona Concert. Fue tan cercana su relación con la actriz que hasta se los supo vincular sentimentalmente. 
En el 2014 Montalvo había sido herido de dos balazos durante un intento de robo cuando transitaba en su auto en el barrio de Lanús. Montalvo falleció en la mañana del miércoles 30 de diciembre de 2015 tras luchar contra una larga dolencia a los 70 años de edad.
.

## Temas destacados
- La copa rota.
- Mujeres divinas.
- No tengo la culpa
- A mi manera, filmado en los estacionamientos de Las Vegas.
- Sublime mujer
- Amores malditos
- Cualquier cosa
- Descorazonado
- Charlemos de amor
- Mano a mano
- Para siempre
- La diferencia